# Felipe Campanholi Martins
Felipe Campanholi Martins, mais conhecido como Felipe (Engenheiro Beltrão, 30 de setembro de 1990), é um ex-futebolista brasileiro que atuava como meio-campo. 

## Carreira

### Começo
Felipe começou sua carreira em pequenos clubes do Brasil. Assinou com o Padova em 2008. Entretanto, após um pequeno ataque do coração foi dispensado. Após expressar interesse em jogar na Inglaterra, Felipe fez bons treinamentos com o AFC Bournemouth onde lhe foi oferecido um contrato, entretanto, optou por em janeiro de 2009 defender o FC Winterthur, clube da Suíça Ao final da temporada, se juntou ao FC Lugano onde ficou por três temporadas, marcando um total de sete gols em cinquenta partidas. Em 2011 foi emprestado ao FC Wohlen, onde marcou dois gols em quinze partidas.

### Montreal Impact
Felipe assinou com o Montreal Impact em 21 de dezembro de 2011. Em sua primeira temporada com o time da MLS em 2012, foi destaque no campeonato, marcando 4 gols e contribuindo com 10 assistências, sendo eleito entre os 5 melhores jogadores jovens da MLS. «Felipe entre os 5 melhores jovens da MLS»

## Títulos
Montreal Impact
- Campeonato Canadense: 2013, 2014

New York Red Bull
- MLS Supporters' Shield: 2015